# Paratemnoides mahnerti
Paratemnoides mahnerti es una especie de arácnido del orden Pseudoscorpionida de la familia Atemnidae.

## Distribución geográfica
Se encuentra en la India.